# Bosspiegelloopkever
De bosspiegelloopkever (Notiophilus rufipes) is een keversoort uit de familie van de loopkevers (Carabidae).

## Kenmerken
Notiophilus rufipes behoort tot de groep insecten met volledige transformatie (holometabolische insecten), die tijdens de ontwikkeling een metamorfose ondergaan. De larven verschillen vaak radicaal van de volwassenen, zowel in hun manier van leven als in hun lichaamsbouw. Tussen het larvenstadium en het volwassen stadium bevindt zich een popstadium, een rustperiode, waarin de inwendige en uitwendige organen van de kever veranderen. De larven leven als predatoren.

## Taxonomie
De wetenschappelijke naam van de soort werd in 1829 gepubliceerd door John Curtis.

## Verspreiding
Deze soort is inheems in het Palearctisch gebied en het Nabije Oosten. Het is wijdverbreid in grote delen van Europa, oostwaarts naar Georgië en Griekenland. In Europa wordt het gevonden in Albanië, Oostenrijk, België, Bosnië en Herzegovina, Groot-Brittannië inclusief het eiland Man, Bulgarije, Corsica, Kroatië, Tsjechië, het vasteland van Denemarken, Estland, het vasteland van Frankrijk, Duitsland, het vasteland van Griekenland, Hongarije, Italië vasteland, Kaliningrad, Liechtenstein, Luxemburg, Moldavië, Noord-Macedonië, vasteland Noorwegen, Polen, vasteland Portugal, Midden-, Noord- en Zuid-Rusland, Sardinië, Sicilië, Slowakije, Slovenië, vasteland Spanje, Zweden, Zwitserland, Nederland en Oekraïne.